# Jewgienij Korolow (hokeista)
Jewgienij Stiepanowicz Korolow, ros. Евгений Степанович Королёв (ur. 24 lipca 1978 w Moskwie) – rosyjski hokeista, reprezentant Rosji, trener.

## Kariera zawodnicza
- CSKA 2 Moskwa (1994-1995)
- Peterborough Petes (1995-1998)
- London Knights (1998)
- Lowell Lock Monsters (1998-2000)
- Roanoke Express (1999)
- New York Islanders (1999-2002)
- Louisville Panthers (2000-2001)
- Chicago Wolves (2001)
- Bridgeport Sound Tigers (2001-2002)
- Łokomotiw Jarosław (2002-2003)
  -  Łokomotiw 2 Jarosław (2002)
- Siewierstal Czerepowiec (2003-2005)
- Dinamo Moskwa (2005-2007)
- Dinamo 2 Moskwa (2006)
- Mietałłurg Nowokuźnieck (2007-2008)
- SKA Sankt Petersburg (2008-2009)
- Torpedo Niżny Nowogród (2009-2011)
- Dinamo Moskwa (2011)
- Nieftiechimik Niżniekamsk (2011-2012)
- Łokomotiw Jarosław (2012)
- Łada Togliatti (2013-2014)

Wychowanek CSKA Moskwa. Dwukrotnie był draftowany do NHL. Grał w kanadyjskiej lidze juniorskiej OHL w ramach CHL, amerykańskich rozgrywkach AHL, ECHL, NHL oraz superlidze rosyjskiej i KHL. W 2012 krótkotrwale zawodnik Łokomotiwu Jarosław. W sezonie KHL (2012/2013) nie grał. Od końca grudnia 2013 zawodnik Łady Togliatti.

## Kariera trenerska
Od 2016 do 2018 został asystentem trenera w kazachskim klubie Barys Astana, pełniąc jednocześnie funkcję asystenta w sztabie reprezentacji Kazachstanu podczas mistrzostw świata edycji 2017. W czerwcu 2019 został ogłoszony głównym trenerem kazachskiej drużyny HK Temyrtau. Pod koniec września 2020 został p.o. głównego trenera Saryarki Karaganda, pozostając na stanowisku do października 2020, gdy został asystentem nowego szkoleniowca, Aleksandra Sokołowa. W drugiej połowie stycznia 2021 został mianowany głównym trenerem Saryarki. Wraz z drużyną zdobył mistrzostwo Kazachstanu w sezonie 2020/2021. W maju 2021 został głównym trenerem juniorskiego drużyny Kuznieckie Miedwiedi Nowokuźnieck. Na stanowisku pozostawał do kwietnia 2023. Od maja do grudnia 2023 był asystentem w sztabie Sibiru Nowosybirsk. Od połowy 2025 asystent głównego trenera Barysu Astana.

## Sukcesy
Klubowe zawodnicze
- J. Ross Robertson Cup mistrzostwo OHL: 1996 z Peterborough Petes
- Bumbacco Trophy: 1998 z London Knights
- Mistrzostwo dywizji AHL: 1999 z Lowell Lock Monsters
- Złoty medal mistrzostw Rosji: 2003 z Łokomotiwem
- Puchar Mistrzów: 2006 z Dinamem Moskwa

Klubowe szkoleniowe
- Złoty medal mistrzostw Kazachstanu: 2021 z Saryarką Karaganda